# Pierre-Yves Pelletier
Pour les articles homonymes, voir Pelletier.
Pierre-Yves Pelletier (né le 15 décembre 1938 à Montréal)  et mort en 2016 est un graphiste québécois. Il a notamment participé artistiquement à l'organisation des Jeux olympiques d'été de 1976 et de 1980 et a créé une centaine de timbres-poste pour le Canada. Il réside à Saint-Adolphe-d'Howard.

## Biographie
Pierre-Yves Pelletier fait ses études de 1957 à 1960 à l'Institut des arts graphiques de Montréal où il étudie le design et la typographie. C'est à cette période que le style international prend de plus en plus d’importance en Amérique du Nord. Le style graphique se concentre alors sur le formalisme géométrique et sur la recherche d'un langage universel. Il commence sa carrière chez Thérien & Frères, un imprimeur important de l'époque. Il y restera deux ans. Il devient par la suite responsable du design des publications et de la promotion pour la Société Radio-Canada où il s'occupe de créer des outils de communication et une vingtaine de films d'animation,.
En 1968, il est chargé de la conception du logo de la Fédération des travailleurs du Québec. Celui-ci a été l'un de ses premiers logos les plus importants. Une trentaine de ses symboles seront publiés en 2005 dans Global Corporate Identity, un répertoire international édité aux États-Unis. En 1973, il est désigné directeur général adjoint du graphisme et du design et directeur des publications au Comité organisateur des Jeux olympiques d'été de 1976 de Montréal. Il s'appliquera durant trois ans, à représenter Montréal internationalement ce qui eut, avec l'Expo 67, un impact notable sur la popularité du design graphique à Montréal,. Ce travail prestigieux sera suivi par de nombreuses invitations à titre de conférencier lors d'événements variés. Il continuera avec la création des quatre premières affiches olympiques pour les XXIIes Jeux olympiques de Moscou de 1980. En 1978, la série complète des 29 affiches olympiques conçues à Montréal est exposée à la Biennale internationale de l'affiche en Pologne. 
Pierre-Yves Pelletier est entre autres connu pour les réalisations de plus d'une centaine de timbres-poste pour Postes Canada. Chacun de ses timbres abordait des thèmes variés, dont les astronautes canadiens, chevaux canadiens célèbres, le cinéma, les Jeux olympiques, etc,. Entre 1990 et 1994, il fut aussi responsable de la conception/production de La Collection-souvenir des timbres-poste du Canada. 
Il reçoit une sirène d'argent en 1985 pour son affiche Québec-Faenza, (exposition d’œuvres de céramistes québécois à Faenza), présentée dans le cadre du concours de la 16e biennale de l'affiche à Milan,.
Après l'événement tragique du 6 décembre 1989 à l'École polytechnique de Montréal, celui-ci incite Pierre-Yves Pelletier à propager un message contre la violence, pour les montréalais et le reste du monde, avec la publication de son affiche "Plus jamais - Never Again",. 
C'est en 1994 que la notoriété de Pierre-Yves Pelletier est reconnue dans la troisième édition du guide Who's Who in Graphic Design, une publication internationale éditée en Suisse tous les dix ans environ. Il reçoit le Prix Louis-Philippe Beaudoin d'excellence en communications graphiques pour l'ensemble de son œuvre. Il est élu membre honoraire de la Société des designers graphiques du Québec en 2009 et également membre de l'Académie royale des arts du Canada,.

## Les Jeux olympiques d'été de 1976 à Montréal
Les Comités d’organisation des Jeux olympiques de 1976 ont mobilisé Pierre-Yves Pelletier pour réaliser l’image de marque et la charte graphique officielle des Jeux olympiques d’été de 1976 à Montréal.
 
À la tête d’une équipe de huit graphistes et d’une centaine de pigistes, Pierre-Yves Pelletier et Georges Huel ont joué un rôle majeur dans ce projet de grande envergure. L’identité visuelle des Jeux s’est déclinée en deux séries principales, toutes deux éditées par le C.O.J.O. La première série regroupe différents emblèmes, ainsi que des affiches.
Concernant les emblèmes, le traitement visuel est simple, symbolique et se réfère aux règles du Manuel Graphique, manuel de 50 pages créé pour l’occasion. Cet ouvrage nous renseigne sur les aspects techniques de l’utilisation du symbole et met l’accent sur la sobriété des caractères typographiques, ainsi que sur la dimension symbolique telle qu’on la retrouve sur le logotype officiel des Jeux : en effet, ce dernier évoque à la fois le podium des médaillés, la piste d’athlétisme du stade olympique et la lettre «M», la lettre initiale du nom de la ville de Montréal, située au-dessus des anneaux du drapeau olympique. Pierre-Yves Pelletier et Raymond Bellemare ont expliqué la symbolique du logotype comme suit :
« il (le logo) illustre l'élément humain souligné par le baron Pierre de Coubertin, fondateur des Jeux Olympiques modernes. Tandis que l'utilisation du podium, indique le couronnement des vainqueurs ».
Et ils ajoutent :

«La simplicité et la dignité de la piste du stade olympique impliquent la foi de l'homme dans un cadre idéal».
Pierre-Yves Pelletier a également influencé Georges Huel concernant le choix de la police d’écriture : après un long débat, Pierre-Yves Pelletier a persuadé Georges Huel d’utiliser la police Univers en 55 (comme pour les Jeux olympiques d'été de 1972 à Munich) ainsi qu’en 75, et non la police Helvetica souhaité par Georges Huel initialement.
Un travail de groupe, mobilisant cent designers canadiens, pour la plupart Montréalais, dirigés par Georges Huel et Pierre-Yves Pelletier a précédé la production des affiches et des lithographies officielles qu’a publiées le COJO. Ils ont créé plus de mille cinq cents documents différents avec un seul caractère typographique et une seule grille dans laquelle lettres, textes, dessins, photos s'y incorporait. Pierre-Yves Pelletier a cherché à mettre en valeur, par le biais de ce travail, une unité de groupe, un esprit et une identité Québécoise. Elles ont servi à promouvoir et définir l’image des Jeux selon huit thèmes : l’invitation, le drapeau, la mascotte, la flamme olympique, le Stade olympique de Montréal, les camps olympiques de la jeunesse, Kingston (Ontario) 76, L’Olympe et Montréal.

Certaines sont colorées avec une gamme de couleurs très vives, servant de fonction et d’identification : on y retrouve le rouge, couleur nationale, mais aussi le bleu qui fut la couleur de la communication, celle du vert pour l’environnement et le village olympique, ainsi que l’arc en ciel symbole de beau temps, que l’on retrouve sur l’affiche du castor « Amik », la mascotte qui a été choisie pour les Jeux, le nom «Amik» signifiant castor en langue algonquine. D’autres sont plus minimalistes, puis d’autres sont plus atypiques. Comme par exemple celle qui illustre les camps olympiques de la jeunesse, une tradition non officielle instaurée par le roi Gustave V de Suède aux Jeux olympiques d'été de 1912 à Stockholm. On y contemple une veste en denim délavée ou chaque symboles est un code de la culture et des valeurs des jeunes des années 1960 – 1970.
La deuxième série regroupe 21 photographies, sélectionnées parmi 20 000 images esquissées pendant les Jeux olympiques d'été de 1972 à Munich. Elles aussi portent une grande valeur symbolique, puisqu’elles évoquent une à une l’effort, la concentration et la vitesse.
D’autres supports réalisés par Pierre-Yves Pelletier ont servi à promouvoir les Jeux olympiques d’été de 1976 à Montréal, comme, des pièces de monnaie et des timbres.

## Timbres-poste Canada
Pierre Yves Pelletier s'est démarqué avec ses nombreuses et saisissantes contributions à la philatélie canadienne depuis 1983.
Il y a parmi ses plus beaux chefs-d'œuvre lithographiques, des créations de timbres pour honorer le Canada.
Certaines de ces timbres illustrent la lithographie, la sculpture, ou des artéfacts qui font partie du patrimoine canadien.

Il eut comme mandat la conception de deux timbres honorant les Jeux olympiques d'Athènes en 2004, parus le 28 juillet de cette même année. Les origines de ces jeux avaient inspiré deux timbres uniques : une illustration de Spyridon Louis, premier vainqueur du marathon aux Jeux de 1896 et un deuxième rendait hommage à l'équipe féminine de soccer canadienne.

Le 21 octobre 2004, il crée deux timbres en hommage aux Canadiens décorés de la Croix de Victoria, prestigieuse
distinction militaire. Le premier timbre s’inspire de photos fournies par le Musée canadien de la guerre. S'aidant des photos le concepteur entreprendra le mappage de chaque élément devant être mis en relief, par le gaufrage, étape délicate pour la production de la matrice de timbres. Le second timbre illustre la maquette d'une Croix de Victoria du Canada approuvée en 1993 par la Reine Élisabeth II et portant sa signature. Pierre Yves Pelletier est également l'illustrateur du feuillet unique de 16 timbres sur lequel est imprimé le nom de chacun des 94 récipiendaires de la Croix de Victoria du Canada.
Le 25 aout 2005, il créa une série pour les 250 ans de la Déportation des Acadiens de 1755. Parmi ces
nombreuses séries pour Postes Canada nous retrouvons les séries artistiques annuelles et chefs-d'œuvre de l'art
canadien depuis 1988. À leurs débuts, ces séries devaient être limitées à un feuillet comprenant uniquement 5
timbres. Très appréciées par les philatélistes et autres membres de la communauté artistique ces séries n'étaient en revanche pas appréciées du grand public surtout à leurs débuts. La raison était que ces timbres qui mesuraient 40 mm x 49 mm étaient trop volumineux pour les enveloppes standard. Et il fallut attendre la deuxième série parue en 1993, pour que les timbres acquièrent une valeur.
Afin d'expliquer le processus de sélection du concepteur d'un timbre-poste, le timbre sur Jacques Cartier, émis en 1984, fut choisi comme exemple car il s'agit d'une pièce bien documentée.

L'idée d'une émission conjointe entre la France et le Canada, afin de souligner le 450e anniversaire de l'arrivée de Jacques Cartier au Canada, remonte à juin 1982, à l'occasion de l'exposition philatélique internationale Philexfrance. En avril 1983, une entente fut officialisée entre les deux administrations postales : le motif du timbre serait l'œuvre d'un Canadien, tandis que la gravure et l'impression seraient réalisées par des Français. Le Comité consultatif sur les timbres-poste invita trois artistes canadiens à soumettre des maquettes. Chaque artiste reçut de la documentation historique afin de faciliter la préparation des œuvres. Une des maquettes proposées par Pierre-Yves Pelletier présente la partie canadienne du trajet effectué par Cartier en 1534. La carte est agrémentée d'un voilier de l'époque. La maquette présente également le nom et la valeur nominale des deux pays, ce qui aurait été une première mondiale.

### Timbres pour les Jeux D’Hiver Calgary
Pour souligner cet événement d’envergure, la société canadienne des postes a produit une série de onze timbres
échelonnée sur trois ans. La première émission montre une carte des différents sites. Elle est suivie de neuf
timbres mettant en vedette chacune des disciplines olympiques, et d’un autre consacré au curling, l’un des quatre sports de démonstration. Comme cette série avait pour but de promouvoir les sports en tant que tels et non de
saluer des athlètes ou des équipes en particulier, il fallait élaborer une technique qui permettrait de reconnaître
facilement l’activité représentée tout en masquant les détails. Cette tâche pour le moins complexe a été confiée
à Pierre-Yves Pelletier. Il estimait essentiel de réunir sur chaque timbre les deux principales caractéristiques des disciplines olympiques, soit la vitesse et la précision. Le design de haute technologie qu’il a créé illustre d’ailleurs bien ces deux caractéristiques. La série compte au total 105 millions de timbres immortalisant les Jeux olympiques d'hiver de 1988 de Calgary.
Afin de capturer l'essence de chaque sport, Pierre-Yves Pelletier a choisi des photographies d’athlètes qu’il a tramées selon une technique particulière. Chaque point a été dessiné avec la plus grande précision à l’aide des toutes dernières techniques dans le domaine. II a d’abord conçu une trame de huit points d’épaisseurs différentes, orientés à 45°, provenant d’un carré tronqué sur deux côtés opposés. Les points de la trame assemblés dans l’ordre montrent une gradation de tons allant du pâle au foncé. Les photographies d’athlètes qui, réduites à l’échelle d’un timbre, conservent tout leur effet et toute leur signification. À l’aide d’un ordinateur, les chiffres correspondant à la codification des huit points ont pu être affichés sur écran et vérifiés par rapport aux données manuelles. II a superposé à chaque photo une grille de 900 carrés pour ensuite déterminer lequel des huit points serait utilisé dans chacun des carrés de façon à composer l’image voulue. Finalement, une imprimante au laser hautement sophistiquée a été utilisée pour transformer les données numériques en dessins, formant ainsi l’image désirée.

## Logo de la FTQ (fédération des travailleurs/travailleuses du Québec)
La Fédération des travailleurs et travailleuses du Québec a fait appel à Pierre-Yves Pelletier pour la conception d'un symbole, d'une identité visuelle. L'importance de créer un symbole facilement reconnaissable et de véhiculer l'image de force et de solidarité en action qui leur est propre était le défi de Pelletier. La création du symbole de la FTQ est sans doute une, sinon la première de ses grandes réalisations en tant que designer graphique. L'identité visuelle devait, comme le soulignait son concepteur, mettre en image " une centrale qui groupe des syndicats de travailleurs Québécois et qui travaille à la promotion et au mieux-être de la collectivité ".
Pierre-Yves Pelletier décrit la composition du symbole:  

"Le symbole de la FTQ est constitué d’une flèche dirigée vers le haut et surmontée d’un disque. Il représente en même temps le travailleur et le mouvement convergent des militants de base vers leur centrale. Le mouvement ascendant de la flèche suggère également l’aspiration à un relèvement constant du niveau de vie rendu possible par la force que représente le disque parfait de la solidarité des travailleurs. Enfin, le rouge est la couleur associée à la revendication et à l’action."
La révélation du symbole créa l'étonnement et la surprise totale, il y avait beaucoup d'incompréhension: trop nu, trop simple, épuré. Toutefois Pierre Yves Pelletier avait vu juste. "Less is more"

## Œuvres

### Timbres-poste canadiens
- « Universiade '83 - Edmonton », 2 timbres, consultant auprès des créateurs Krista Huebner et David Kilvert, 28 juin 1983. Première participation de Pelletier à la conception d'un timbre-poste.
- « Trefflé Berthiaume », dirigeant du journal La Presse, 16 novembre 1984. Premier timbre créé par Pelletier.
- Série sur les Jeux olympiques d'hiver de 1988 à Calgary, 1986-1988.
- Mise en page des timbres des séries artistiques annuelles Chefs-d'œuvre de l'art canadien à partir de 1988.
- « Jeux olympiques d'été de 2004 », 2 timbres, 28 juillet 2004. Un timbre honore Spyros Louis, premier vainqueur du marathon aux jeux de 1896 ; l'autre représente une scène de football féminin.
- « Pro Valore - La Croix de Victoria », feuillet de 16 timbres gaufrés, 21 octobre 2004.
- « Déportation des Acadiens - 1755-2005 », 15 août 2005. Timbre sur timbre reprenant celui sur Grand-Pré, en Nouvelle-Écosse. 110e timbre créé par Pelletier.